# Ana Arpadović
Ana Arpadović (Ana Ugarska) (o. 1260. – 1281.) bila je carica Bizanta, kći Stjepana V., koji je bio kralj Ugarske i Hrvatske. Bila je unuka kraljice Marije Laskarine i sestra Katarine, Marije i Elizabete, kao i Ladislava IV.
Anina je majka bila kraljica Elizabeta Kumanka.
1273. Ana se udala za cara Bizanta Andronika II. Paleologa; bila mu je prva žena.
Ana i njezin muž bili su roditelji cara Mihaela IX. Paleologa i despota Konstantina Paleologa.